# Adolfo Arrieta
Adolfo Arrieta (Madrid, 28 de agosto de 1942) es un director de cine español, considerado pionero del cine independiente tanto en España como en Francia, donde realizó parte importante de su producción, por el carácter artesanal de esta y por el singular aire de libertad que rezuman sus películas.
El cineasta, al que no le complacen "las verdades inmutables", ha firmado sus obras a lo largo del tiempo con diferentes variaciones de su nombre. Sus primeras películas realizadas en Madrid están acreditadas a Adolfo Arrieta; pero firma Les Intrigues de Sylvia Couski como Adolfo González Arrieta; Flammes como Adolfo G. Arrietta, Merlín, ya de regreso a España, como V. González Arrieta, y Kikí como Adorfo Arrietta. En la "italianizante" Vacanza Permanente vuelve a ser Arrietta y en otras ocasiones se hace llamar Udolfo Arrieta, Vdolfo Arrieta, Adolpho Arrieta, Adelfo Arrietta, Adelpho Arietta o Ado Arrietta. Y finalmente ha firmado el cofre de DVDs editado por Re:Voir como Adolpho Arrietta. 
Su lenguaje es francamente poético, al margen de las convenciones narrativas, por lo que se lo ha relacionado con el cine de Jean Cocteau.
Habiendo cultivado previamente la pintura, Arrieta comenzó su obra cinematográfica con los cortometrajes rodados en Madrid El crimen de la pirindola (1965) e Imitación del ángel (1966), que constituyeron un hito de iniciación del cine independiente en España.
En 1967 se trasladó a París con Javier Grandes, el actor habitual de la mayoría de sus películas, donde tuvo ocasión de vivir los acontecimientos de mayo de 1968.
En 1969 conoció a Jean Marais, actor protagonista de La Belle et la Bête (1946), Orphée (1949) y Le testament d’Orphée (1959) de Jean Cocteau, del que además había sido amante.  
Con él Arrieta rodó su primer largometraje, Le jouet criminel (1969), que fue asociado al cine de Cocteau por su carácter poético. Siguió Le château de Pointilly (1972), que recibió una crítica elogiosa de Marguerite Duras.
Con Las intrigas de Sylvia Couski (1974) ganó el Gran Premio del Festival de Toulon. La crítica la acogió con entusiasmo, y fue considerada la primera película underground parisina. 
La sucedieron Tam Tam (1976), una fiesta ininterrumpida en Nueva York, París y España; y Flammes (1978) con Dionys Mascolo, la historia de una fantasía sexual de la infancia que se convierte en una  pasión real en la etapa adulta.
Posteriormente, realizó Grenouilles (1983), Delirios de amor (TV Movie, 1989), Merlín (1990) y Narciso (2004).
Su última película ha sido el mediometraje Vacanza permanente (2006), premiado en el Festival Internacional de Cine de Lucca, que ha supuesto para Arrieta un renacimiento creativo. De hecho, se ha equiparado la fluida transparencia con que capta en ella el Madrid actual a la desinhibida claridad con que retrató el París de 1973 en Las intrigas de Sylvia Couski.
Fue estrenada en La Casa Encendida de Madrid el 27 de mayo de 2007, en el marco del festival de polipoesía Yuxtaposiciones, y presentada junto a su autor por el escritor Leopoldo Alas.
En marzo de 2008, la sala La Enana Marrón, también de Madrid, dedicó un ciclo a la obra de Arrieta en que se proyectaron algunas de sus películas más representativas.

## Filmografía
- El crimen de la pirindola (1965)
- Imitación del ángel (1966)
- Le jouet criminel (1969)
- Le château de Pointilly (1972)
- Las intrigas de Sylvia Couski (1974)
- Tam Tam (1976)
- Flammes (1978)
- Grenouilles (1983)
- Delirios de amor (1989)
- Merlín (1990)
- Narciso (2004)
- Vacanza permanente (2006)
- Dry martini (buñuelino cocktail) (2008)
- Belle Dormant (2016)